# Tipula (Acutipula) desidiosa
Tipula (Acutipula) desidiosa is een tweevleugelige uit de familie langpootmuggen (Tipulidae). De soort komt voor in het Palearctisch gebied.